# Lully VD
| VD ist das Kürzel für den Kanton Waadt in der Schweiz. Es wird verwendet, um Verwechslungen mit anderen Einträgen des Namens Lully zu vermeiden. |

Lully ist eine politische Gemeinde im Distrikt Morges des Kantons Waadt in der Schweiz.

## Geographie
Lully liegt auf 425 m ü. M., 2,5 km westlich der Bezirkshauptstadt Morges (Luftlinie). Das Dorf erstreckt sich auf einem Plateau im Waadtländer Mittelland nördlich des Genfersees, an aussichtsreicher Lage rund 50 m über dem Seespiegel.
Die Fläche des 2,1 km² grossen Gemeindegebiets umfasst einen kleinen Abschnitt nördlich des Genfersees. Der grösste Teil des Gemeindebodens wird vom Plateau von Lully eingenommen, das gegen Norden ansteigt und bei Les Granges mit 480 m ü. M. den höchsten Punkt der Gemeinde erreicht. Die westliche Grenze bildet der leicht in das Plateau eingetiefte Bach Le Blacon, der auch das Wasser des nahe dem Ortskern entspringenden Pontet aufnimmt und in den Boiron de Morges fliesst. In einem schmalen Streifen beidseits des Tals des unteren Boiron reicht das Gebiet nach Süden bis fast an das Ufer des Genfersees. Von der Gemeindefläche entfielen 1997 17 % auf Siedlungen, 15 % auf Wald und Gehölze und 68 % auf Landwirtschaft.
Zu Lully gehören der Weiler Sécheron (450 m ü. M.) auf einer Geländekuppe oberhalb des Dorfes sowie mehrere Einfamilienhaussiedlungen. Nachbargemeinden von Lully sind Saint-Prex, Lussy-sur-Morges, Denens, Vufflens-le-Château, Chigny und Tolochenaz.

## Bevölkerung
Mit 831 Einwohnern (Stand 31. Dezember 2023) gehört Lully zu den kleineren Gemeinden des Kantons Waadt. Von den Bewohnern sind 85,4 % französischsprachig, 6,9 % deutschsprachig und 2,9 % englischsprachig (Stand 2000). Die Bevölkerungszahl von Lully belief sich 1900 auf 216 Einwohner. Nachdem die Bevölkerung bis 1960 auf 157 Einwohner abgenommen hatte, wurde eine rasante Bevölkerungszunahme mit einer Vervierfachung der Einwohnerzahl innerhalb von 40 Jahren verzeichnet.

## Wirtschaft
Lully war bis in die zweite Hälfte des 20. Jahrhunderts ein vorwiegend durch die Landwirtschaft geprägtes Dorf. Noch heute haben der Ackerbau und der Weinbau eine wichtige Bedeutung in der Erwerbsstruktur der Bevölkerung. Weitere Arbeitsplätze sind im lokalen Kleingewerbe und im Dienstleistungssektor vorhanden. In den letzten Jahrzehnten hat sich das Dorf dank seiner attraktiven Lage zu einer Wohngemeinde entwickelt. Viele Erwerbstätige sind deshalb Wegpendler, die vor allem in Morges und in Lausanne arbeiten.

## Verkehr
Die Gemeinde ist verkehrstechnisch gut erschlossen. Sie liegt an der Hauptstrasse von Morges nach Bière. Der Autobahnanschluss Morges-Ouest an der 1964 eröffneten A1 (Genf-Lausanne) ist rund 1,5 km vom Ort entfernt. Durch einen Postautokurs, der von Morges nach Lavigny verkehrt, ist Lully an das Netz des öffentlichen Verkehrs angeschlossen.

## Geschichte
Die erste urkundliche Erwähnung des Ortes erfolgte 1011 unter dem Namen Lulliacum. Später erschienen die Bezeichnungen Lulli (1177), Lulie (1217) und Lulliez (1453). Der Ortsname geht auf den lateinischen Personennamen Lullius zurück. Lully war seit dem 13. Jahrhundert im Besitz der Abtei Saint-Maurice. Später gehörte es zur Herrschaft Vufflens-le-Château. Mit der Eroberung der Waadt durch Bern im Jahr 1536 kam das Dorf unter die Verwaltung der Vogtei Morges. Nach dem Zusammenbruch des Ancien Régime gehörte Lully von 1798 bis 1803 während der Helvetik zum Kanton Léman, der anschliessend mit der Inkraftsetzung der Mediationsverfassung im Kanton Waadt aufging. 1798 wurde es dem Bezirk Morges zugeteilt.

## Sehenswürdigkeiten
Das aus dem 18. Jahrhundert stammende Schloss von Lully wurde 1782–1784 umgebaut und vergrössert. Im Ortskern sind einige typische Acker- und Weinbauernhäuser des 18. und 19. Jahrhunderts erhalten.